# Sprzęt indywidualnej ochrony układu oddechowego
Sprzęt indywidualnej ochrony układu oddechowego – urządzenia zapewniające bezpieczeństwo i higienę pracy dzięki którym:
- stężenia substancji niebezpiecznych lub szkodliwych w powietrzu wdychanym przez pracownika są mniejsze od najwyższych dopuszczalnych stężeń[2],
- temperatura powietrza oddechowego nie przekracza maksymalnej dopuszczalnej ze względów fizjologicznych,
- zawartość tlenu we wdychanym powietrzu jest większa od 19%.

W przypadkach pracy w warunkach szczególnych zagrożeń (np. w pożarnictwie lub energetyce jądrowej) sprzęt musi spełniać dodatkowe wymagania.

## Regulacje prawne i normy

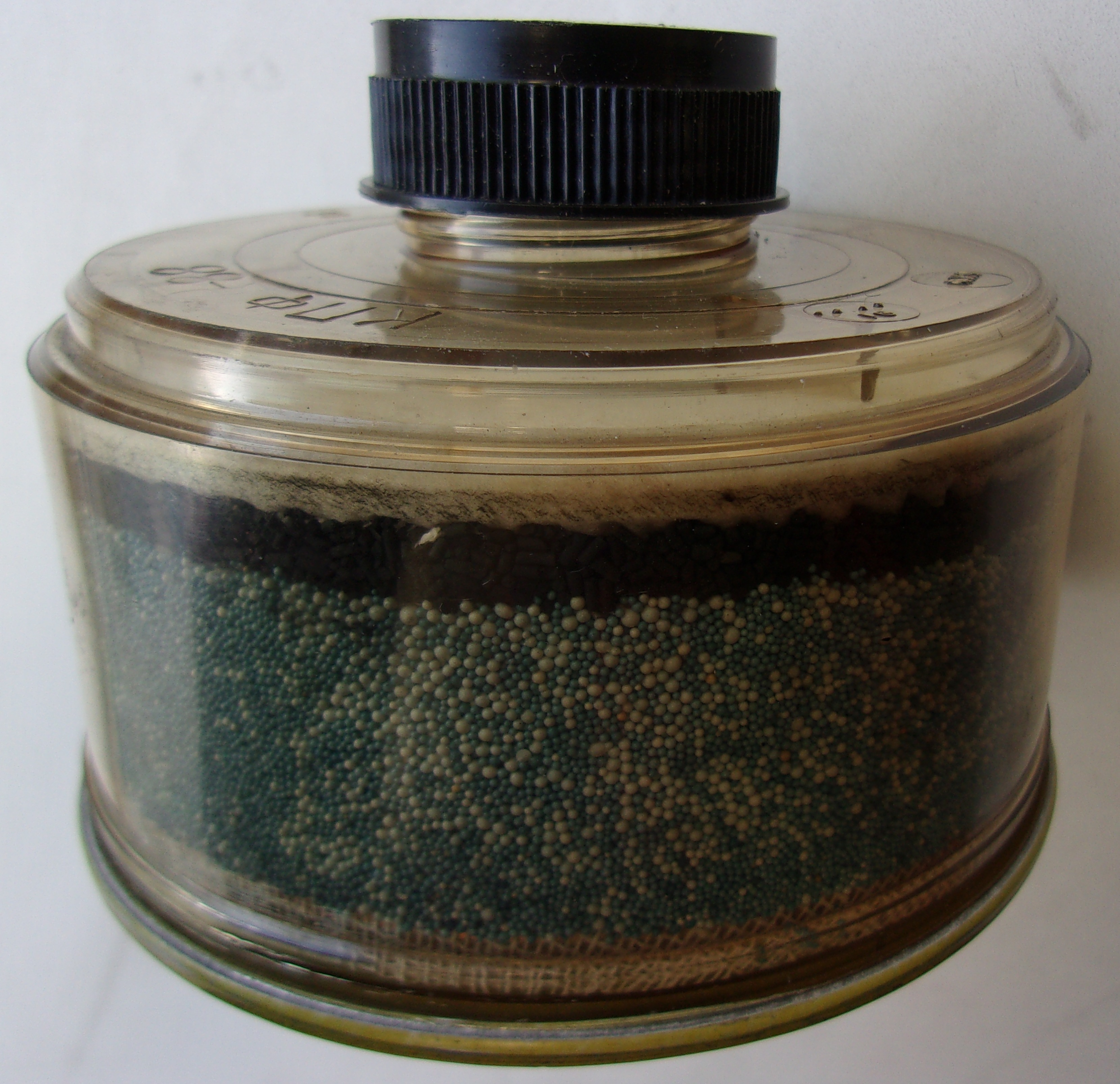
Filtropochłaniacz cząstek pyłów i gazów kwaśnych typu BKF (ros. БКФ). Zmiany barwy sorbentu, widocznego przez przezroczyste ścianki, pozwalają oszacować stopień wyczerpania pojemności (pełnią funkcję ESLI (ang. – End of Service Life Indicator).

W krajach Wspólnoty Europejskiej problemów jakości środków ochrony indywidualnej (ang. Personal Protective Equipment, PPE) dotyczy Dyrektywa 89/686/EWG. Metody wdrażania postanowień Dyrektywy w Polsce precyzują akty prawne, np. Rozporządzenia Ministra Pracy i Polityki Społecznej, Rozporządzenie Ministra Gospodarki z dnia 21 grudnia 2005r. w sprawie zasadniczych wymagań dla środków ochrony indywidualnej oraz normy europejskie, wydawane w polskiej wersji jako PN-EN.
Zgodnie z Rozporządzeniem Ministra Pracy i Polityki Socjalnej w sprawie ogólnych przepisów bezpieczeństwa i higieny pracy pracodawca powinien przede wszystkim wyeliminować czynniki stanowiące ryzyko, np. poprzez minimalizowanie emisji zanieczyszczeń powietrza lub izolację stref niebezpiecznych (w stopniu zgodnym ze współczesnym stanem wiedzy i techniki), a następnie wykonać analizę pozostałych zagrożeń, które nadal występują środowisku pracy i wyposażyć pracowników w niezbędny sprzęt ochrony osobistej.
Wśród zagrożeń dla układu oddechowego wyodrębnia się:
- zanieczyszczenia powietrza (występowanie szkodliwych substancji w postaci gazów, par lub aerozoli)
- niedobór tlenu (zawartość poniżej 19%).

## Problemy podczas używania
Niestety, stężenie dwutlenku węgla w powietrzu atmosferycznym może być wielokrotnie wyższe od maksymalnej dopuszczalnej wartości (Stężenia mogą wzrosnąć do 3,6% lub więcej; dopuszcza się 0,5% w ciągu 8 godzin i 1,4% w ciągu 15 minut). Używanie respiratorów przez długi czas może powodować bóle głowy, zapalenie skóry i trądzik.
HSE zaleca używanie respiratorów tylko przez 1 godzinę (maksymalnie).

## Klasyfikacja sprzętu ochrony indywidualnej

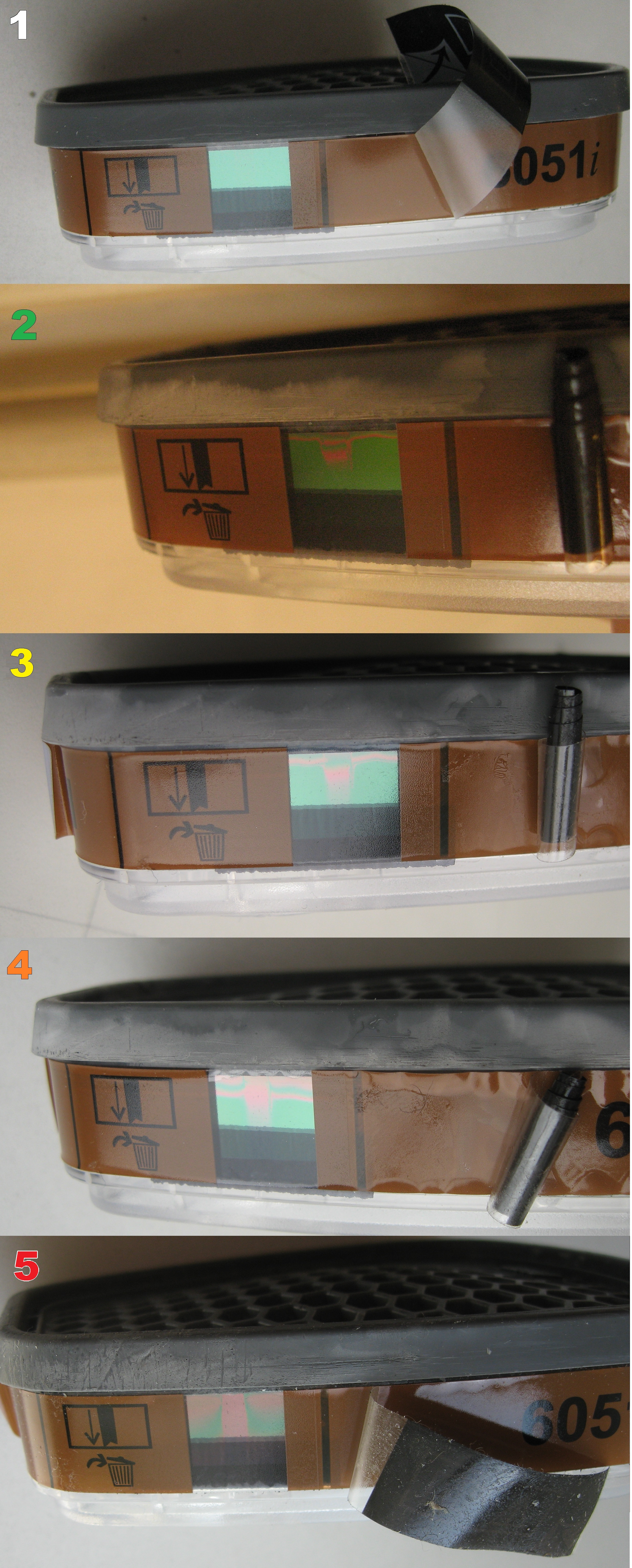
Filtropochłaniacz 3M 6051i A1 (organicznych par), znajduje się wskaźnik ESLI

Podstawą klasyfikacji sprzętu ochrony układu oddechowego jest w Polsce norma PN-EN 133:2005 (EN 133:2001). Zależnie od rodzaju zagrożeń stosuje się sprzęt:
1. oczyszczający[24]
2. izolujący (stacjonarny lub autonomiczny)[25].

Różne rodzaje aparatów ochronnych są szczegółowo opisane w normach zharmonizowanych np. PN-EN 134:2001 i innych. Obowiązuje jednoznaczne oznakowanie sprzętu.

### Sprzęt oczyszczający

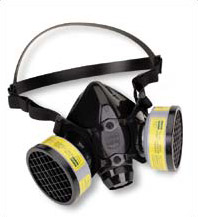
Półmaska z pochłaniaczami chroni przed drobinami pyłu i aerozoli

W sprzęcie oczyszczającym są stosowane pochłaniacze, łączone z różnie ukształtowaną i zapewniającą różną szczelność częścią twarzową (ustnik, ćwierćmaska, półmaska, maska, kaptur, hełm). Zawierają włókniny filtracyjne lub sorbenty zanieczyszczeń, różne dla aerozoli (zdyspergowanych cząstek stałych i ciekłych), par i gazów. Wszystkie elementy pochłaniające dzieli się na typy, oznaczane symbolami zgodnymi z PN-EN 14387+A1:2010, np. literą A i barwą brązową oznacza się pochłaniacze organicznych par i gazów o temperaturze wrzenia powyżej 65 °C, literą K i barwą zieloną oznacza się pochłaniacze amoniaku i jego organicznych pochodnych. O rodzajach pochłanianych substancji informuje producent. Dodatkowo jest określana klasa ochronna 1, 2 lub 3 (pochłaniacze pojemności sorpcyjnej niskiej, średniej lub wysokiej, przeznaczone do oczyszczania powietrza zawierającego gazy lub pary w ilościach, odpowiednio do 0,1%, do 0,5% i do 1% obj.).

### Sprzęt izolujący

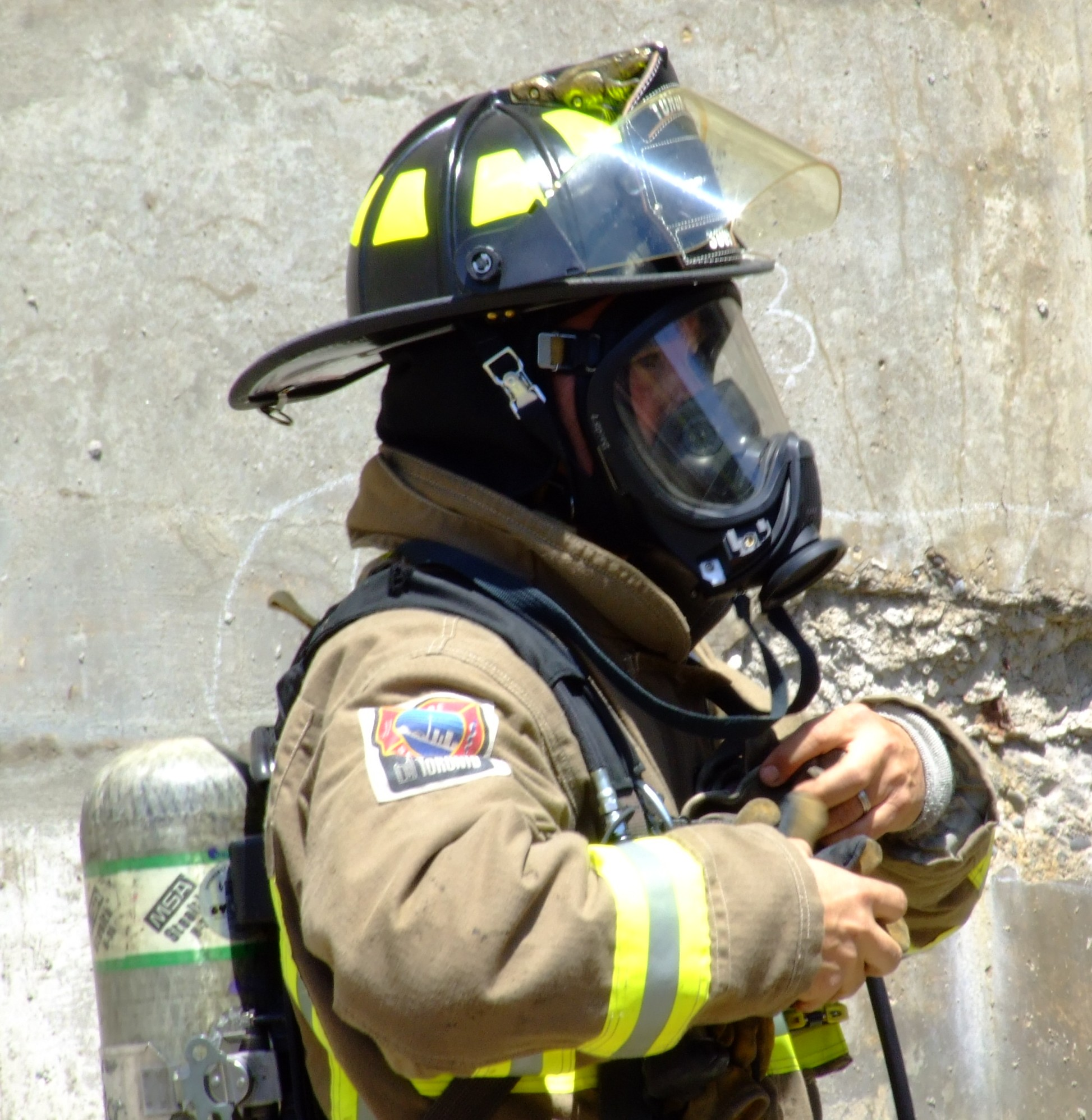
Autonomiczny aparat oddechowy chroni strażaka przed trującymi produktami spalania, deficytem tlenu i wysoką temperaturą

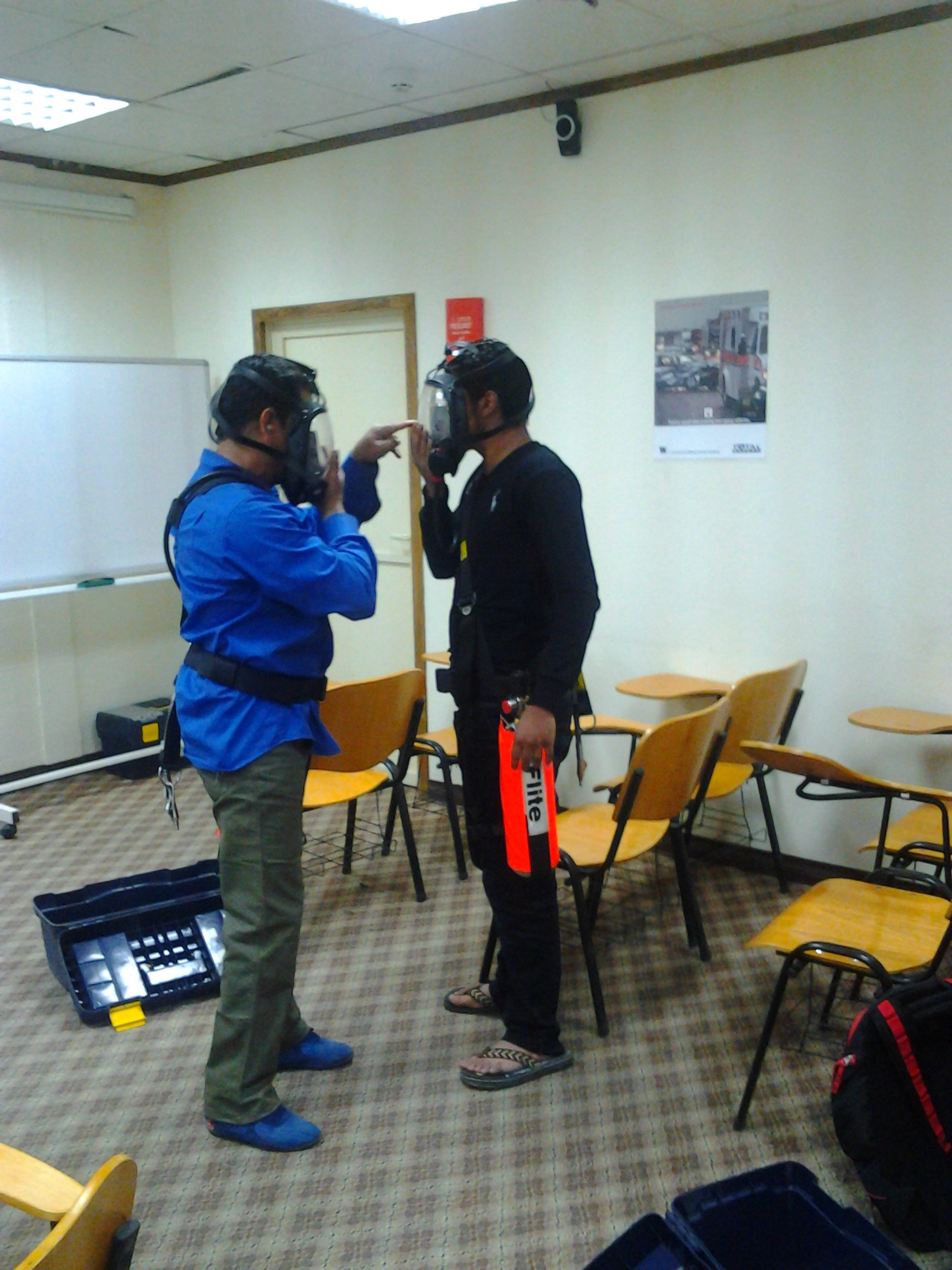
Pracownicy wieży wiertniczej ćwiczą użycie aparatów ucieczkowych na wypadek skażenia siarkowodorem

Pracownik stosujący izolujący sprzęt ochrony układu oddechowego korzysta z powietrza dostarczanego spoza strefy skażenia.  W urządzeniach stacjonarnych powietrze oddechowe jest dostarczane wężami – stacjonarny lub autonomiczny (np. z odległej stacjonarnej sprężarki do maski, półmaski lub ustnika), a w urządzeniach autonomicznych aparaty są wyposażone we własne źródło powietrza lub tlenu (butlę ciśnieniową z powietrzem lub butle ze sprężonym tlenem, ciekłym tlenem lub tlenem chemicznie związanym).

## Warunki użytkowania
Dla niektórych rodzajów sprzętu są nakładane limity czasowe, związane np. z chłonnością sorbentu w pochłaniaczach lub zapas powietrza w autonomicznym sprzęcie izolującym. Dopuszczalny czas użytkowania uzależnia się też od rodzaju czynności zawodowych określanych rodzajem pracy. Wyróżnia się typy sprzętu przeznaczonego do wykonywania:
- lekkiej pracy (możliwość stosowania przez 8-godzinny dzień pracy),
- ciężkiej pracy (stosowanie przez nie więcej niż 2 godziny ciągłej pracy).

Sprzęt oczyszczający oraz izolujący jest też dostępny wersjach ucieczkowych, spełniających wymagania specyficzne  dla warunków ewakuacji (odpowiednie parametry ochronne i użytkowe).
Sprawność sprzętu musi być regularnie kontrolowana, a wyniki kontroli zapisywane w kartach kontroli urządzenia. Doraźna organoleptyczna kontrola przez użytkownika nie jest miarodajna – nie jest wskazane np. uznawanie braku zapachu wdychanego powietrza za dowód aktywności pochłaniacza (zob. Klasyfikacja bezpieczeństwa zapachowego)).
Użytkownicy powinni być przeszkoleni w zakresie użytkowania sprzętu. Zaleca się, aby podlegali obowiązkowym, specjalistycznym badaniom lekarskim, minimum co rok dla pracowników w wieku powyżej 45 lat, co 2 lata dla pracowników w wieku 35–45 lat i co 3 lata dla pracowników młodszych.